# Nausori
Nausori ist die fünftgrößte Stadt in Fidschi und liegt auf der Insel Viti Levu ca. 19 km nordöstlich von Suva. Sie wurde um 1931 gegründet. Der Fluss Rewa River durchfließt die Stadt und versorgt sie mit Trinkwasser. Nausori ist Hauptstadt der Provinz Tailevu.